# Heather Morris
Pour les articles homonymes, voir Morris.
Heather Morris est une danseuse, actrice et chanteuse américaine née le 1er février 1987 à Thousand Oaks (Californie).

## Biographie
Heather Elizabeth Morris est née à Thousand Oaks en Californie, mais a grandi à Scottsdale. Elle perd son père alors qu'elle est âgée de quatorze ans.
Heather Morris commence des études de journalisme mais change de voie et part pour Los Angeles afin de poursuivre une carrière de danseuse en 2006. Elle apparaît en 2006 dans So You Think You Can Dance, une émission de danse américaine. À la suite de cela, elle s'installe à Los Angeles pour poursuivre sa carrière de danseuse. Elle participe en 2007 à la tournée mondiale de Beyoncé, The Beyoncé Experience.
Lors du tournage du film Fired Up! où elle obtient un rôle, elle rencontre Zach Woodlee, un chorégraphe qui va l'amener à danser dans des séries comme Swingtown, Eli Stone ou Glee.
Alors qu'elle prenait des cours de théâtre pour entamer une carrière d'actrice, Zach Woodlee lui propose de donner des cours aux acteurs de Glee pour la chanson Single Ladies de Beyoncé. Alors que l'équipe de la série est toujours à la recherche d'une troisième pom-pom girl, elle se voit proposer le rôle. Alors que Brittany Pierce ne devait être à l'origine qu'un personnage secondaire, les retours positifs amènent l'équipe à faire d'elle un personnage régulier dès la deuxième saison . Elle fait ses débuts de chanteuse dans l'épisode 2 de la seconde saison, Britney/Brittany, en interprétant deux chansons de Britney Spears en solo ainsi qu'un duo avec Naya Rivera (Santana Lopez).
En 2012, elle prête sa voix à un personnage de L'Âge de glace 4 et est à l'affiche du film Spring Breakers dans lequel elle interprète Bess.
Elle ne fait plus partie de la distribution régulière de Glee depuis la saison 5. En 2014, elle apparaît dans le 12e épisode de cette saison qui est le centième épisode de la série .
En 2017 elle participe à la 24e saison de Dancing with the Stars, avec notamment Mr. T ou encore Simone Biles. Son ancienne collègue de Glee, Amber Riley, avait remporté la saison 17 en 2013 au côté de Derek Hough.

## Vie privée
Depuis le 16 mai 2015, elle est mariée avec le joueur de baseball Taylor Hubbell,,, Ensemble ils ont deux garçons, le premier né en 2013 , et le deuxième né en 2016.

## Filmographie

### Cinéma
- 2009 : Fired Up! : Fiona
- 2010 : Bloomingston : Une intervieweuse
- 2011 : Glee ! On Tour : Le Film 3D : Brittany Pierce
- 2011 : Post : Lily
- 2011 : The Elevator (Court-métrage) : Une fille
- 2011 : A Sense of Humor (Court-métrage) : Laura
- 2011 : Andy Made a Friend (Court-métrage) : Kate
- 2012 : L’Âge de glace 4 : La Dérive des continents : Katie (Voix)
- 2012 : Spring Breakers d'Harmony Korine : Bess
- 2012 : Courage to Create (Court-métrage) : Bella
- 2014 : Horrible Parents (Court-métrage) : Meg
- 2015 : Most Likely to Die : Gaby
- 2015 : Amoureusement Votre : Ariel
- 2016 : Folk Hero & Funny Guy : Nicole

### Télévision

#### Téléfilm
- 2015 : Amoureusement vôtre : Ariel (VF : Laurence Sacquet)
- 2017 : Mariage sanglant : Jenna
- 2018 : Mon fils sous emprise (Pretty Little Stalker) : Kelsey

#### Séries télévisées
- 2008 : Swingtown : Une danseuse
- 2008 : Eli Stone : Une danseuse
- 2009-2015 : Glee : Brittany S. Pierce (VF : Laurence Sacquet)
- 2010 : How I Met Your Mother : Une danseuse
- 2012 : Punk'd : Stars piégées : La piégeuse
- 2015 : Comedy Bang! Bang! : Eliza Hansenback
- 2017 : GLOW : Figurante